# Парламентські вибори в Україні 2006
Парла́ментські ви́бори в Украї́ні 2006 — чергові вибори до Верховної Ради України, що відбулися 26 березня 2006 року за пропорційною системою в загальнодержавному виборчому окрузі. Прохідний бар'єр для партій і блоків становив 3 % від числа виборців, що взяли участь у голосуванні.
Виборча кампанія офіційно почалася 7 липня 2005 року, і з 26 листопада по 31 грудня 2005 року проходило висування та реєстрація кандидатів у депутати. Оголошення офіційних результатів відбулося 27 квітня 2006: у газетах «Урядовий кур'єр» і «Голос України» були опубліковані офіційні результати виборів у Верховну раду. Згідно з законодавством, результати виборів набирають сили тільки після їх опублікування в офіційних друкованих органах Кабінету міністрів та Верховної Ради. Після проголошення ЦВК результатів голосування їх публікація була тимчасово заборонена Вищим адміністративним судом, який розглядав позовні заяви політичних партій і блоків, що не подолали тривідсотковий бар'єр.

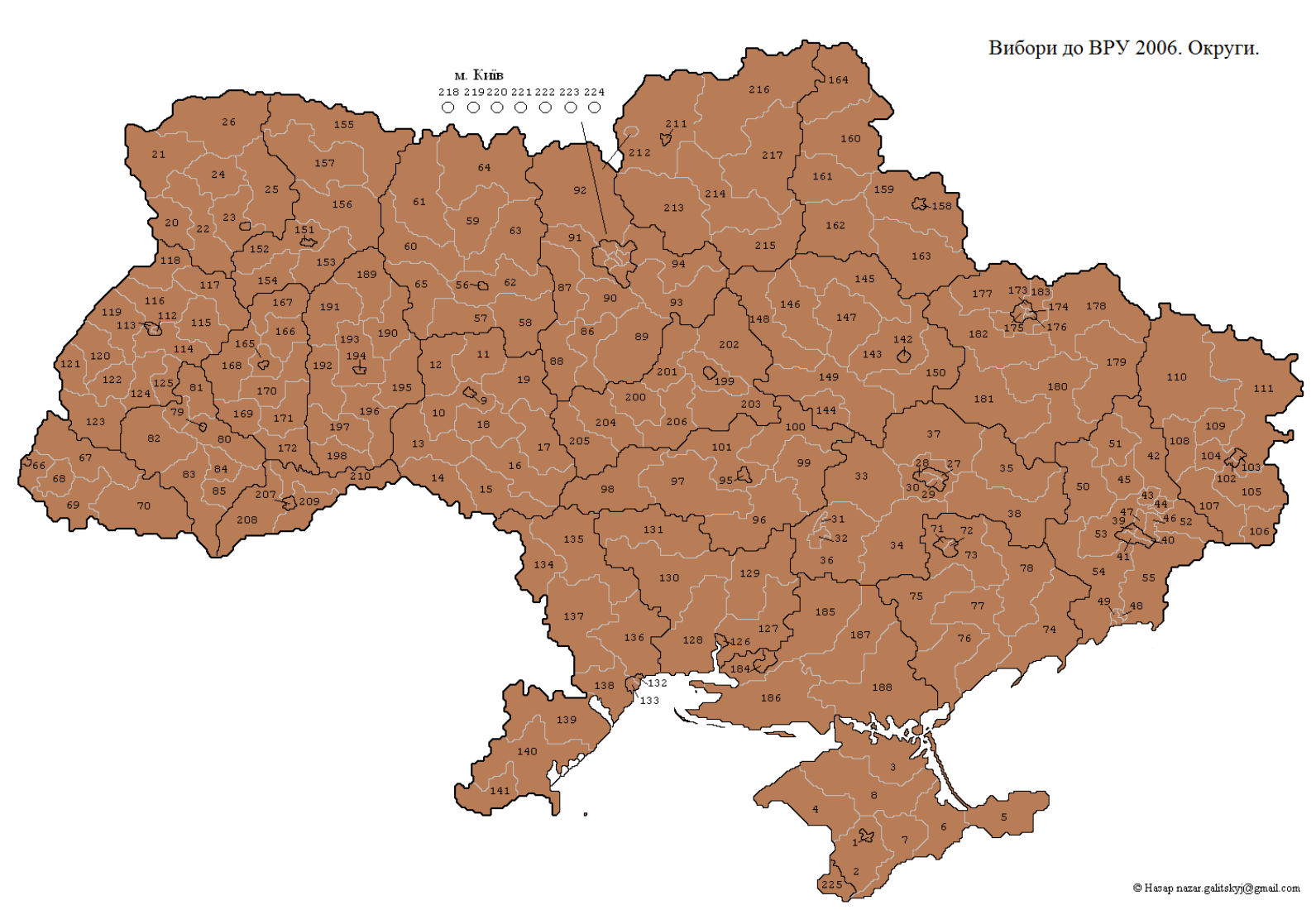
Карта виборчих округів

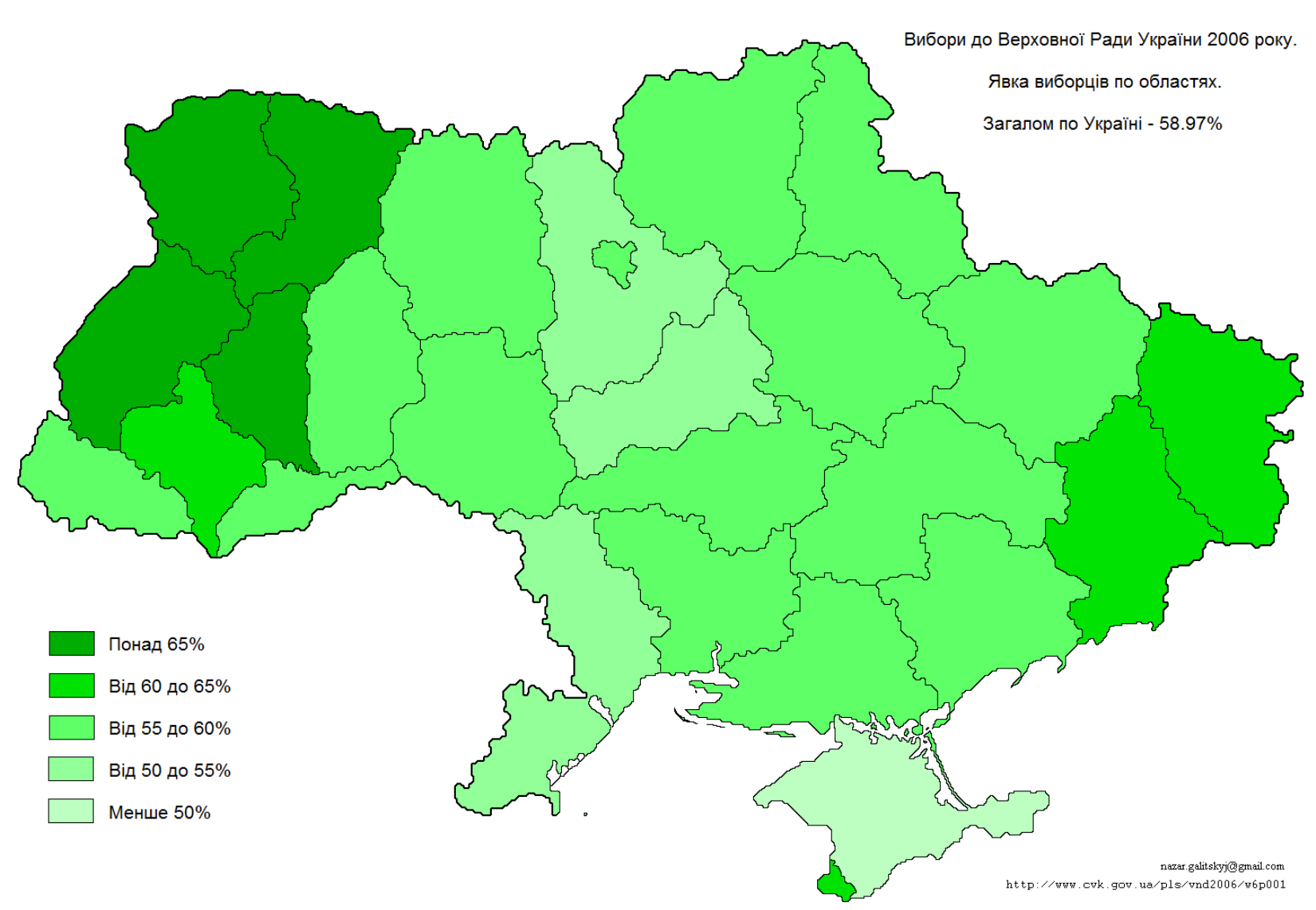
Явка виборців по областях

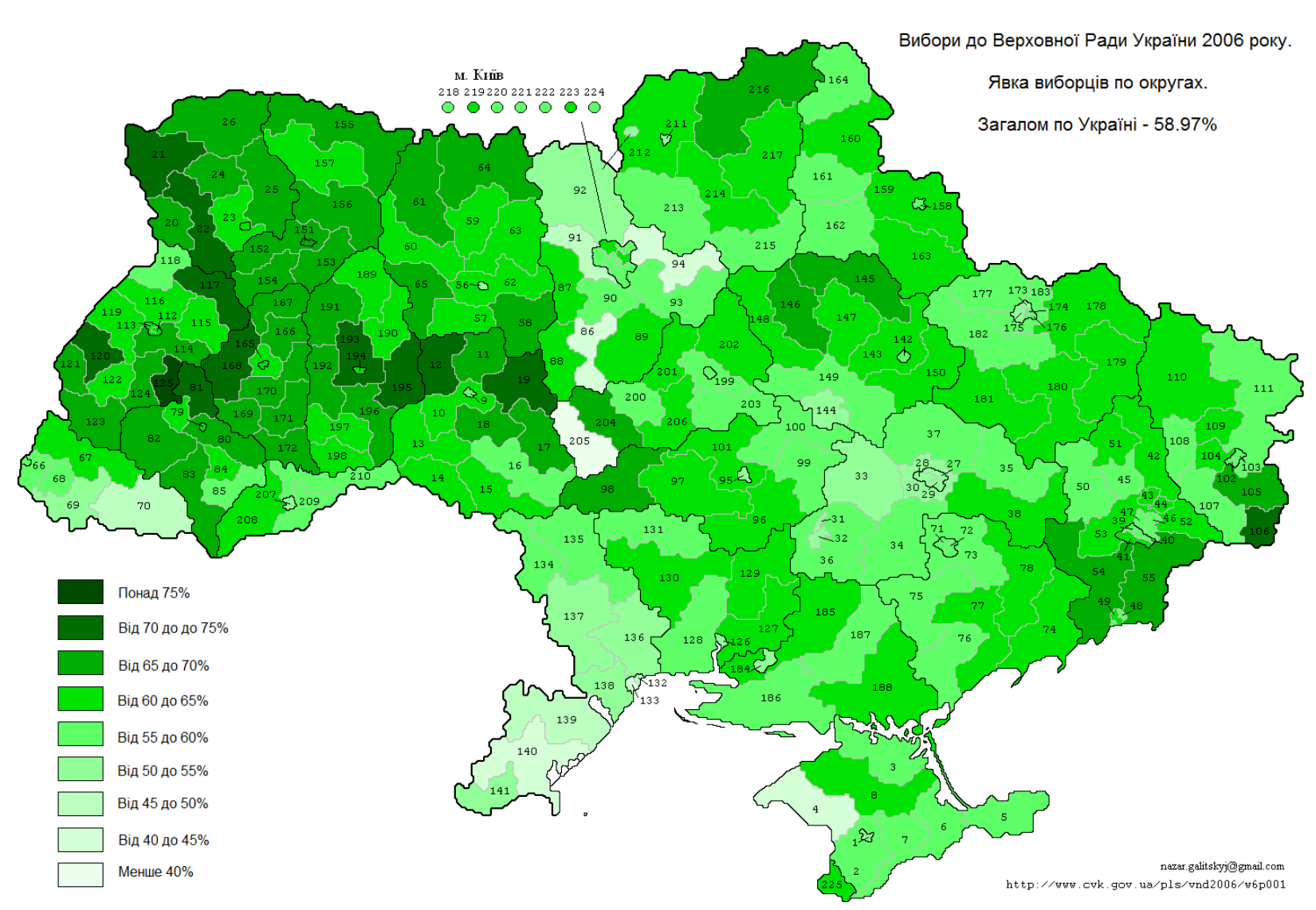
Явка виборців по округах

## Учасники виборів
Вибори 2006 року виявилися рекордними за кількістю партій і блоків, що взяли участь. Виборчий бюлетень був 80 см завдовжки і включив 45 претендентів, що були розміщені в такому порядку:
1. УНА-УНСО
2. Український народний блок Костенка і Плюща
3. Українська національна асамблея
4. Політична партія «Партія екологічного порятунку 'ЕКО+25 %'»
5. Українська партія «Зелена планета»
6. Блок НДП
7. Політична партія України «Партія політики Путіна»
8. Комуністична партія України
9. Партія «Віче»
10. Блок «Наша Україна»
11. Українська консервативна партія
12. «Народний Рух України за єдність»
13. Українська партія честі, боротьби з корупцією та організованою злочинністю
14. Блок Юрія Кармазіна
15. Всеукраїнська партія «Нова сила»
16. Партія «Відродження»
17. Виборчий блок політичних партій «За союз!»
18. Партія регіонів
19. Селянська партія України
20. Громадянський блок «Пора-ПРП»
21. Партія патріотичних сил України
22. Виборчий блок «Євген Марчук — "Єдність"»
23. Партія національно-економічного розвитку України
24. Виборчий блок «Держава — Трудовий союз»
25. Блок безпартійних «Сонце»
26. Всеукраїнське об'єднання «Свобода»
27. Соціалістична партія України
28. Соціально-християнська партія
29. Ліберальна партія України
30. Політична партія «Європейська столиця»
31. Партія соціального захисту
32. Блок Наталії Вітренко «Народна опозиція»
33. Політична партія «Третя сила»
34. Партія зелених України
35. Блок Лазаренка
36. Блок Юлії Тимошенко
37. Виборчий блок «Влада народу»
38. Блок «Патріоти України»
39. Народний блок Литвина
40. Виборчий блок: «Блок Бориса Олійника та Михайла Сироти»
41. Політична партія «Вперед, Україно!»
42. Соціально-екологічна партія «Союз. Чорнобиль. Україна»
43. Партія пенсіонерів України
44. Опозиційний блок «Не так!»
45. Політична партія «Трудова Україна»

## Соціологічні опитування
| Опитування                                          | Дата     | Партія регіонів | Блок Юлії Тимошенко | Блок «Наша Україна» | СПУ | КПУ | Блок Литвина | Пора-ПРП | Не визначились / Проти всіх | Не голосуватимуть |
| --------------------------------------------------- | -------- | --------------- | ------------------- | ------------------- | --- | --- | ------------ | -------- | --------------------------- | ----------------- |
| КМІС [Архівовано 25 грудня 2018 у Wayback Machine.] | 21.03.06 | 26.7            | 13.9                | 13.5                | 3.9 | 2.2 | 2.7          | 1.8      | 22.9                        | 5.8               |
| КМІС [Архівовано 23 грудня 2015 у Wayback Machine.] | 05.03.06 | 28              | 11.9                | 16.1                | 5.4 | 2.3 | 2.9          | 1.5      | 17.2                        | 3.3               |
| КМІС [Архівовано 23 грудня 2015 у Wayback Machine.] | 28.02.06 | 28.5            | 11.9                | 17.6                | 4.8 | 3.2 | 2.6          | 1.1      | 19.8                        | 4.1               |
| КМІС [Архівовано 25 грудня 2018 у Wayback Machine.] | 13.02.06 | 26              | 11.7                | 14.4                | 4.5 | 2.2 | 3.2          | 1.4      | 26                          | 5.6               |
| КМІС [Архівовано 25 грудня 2018 у Wayback Machine.] | 28.01.06 | 29.9            | 10.4                | 18.5                | 4   | 4.5 | 2.6          | 0.7      | 19                          | 4.3               |
| КМІС [Архівовано 25 грудня 2018 у Wayback Machine.] | 20.12.05 | 26.6            | 16.2                | 14.2                | 3.9 | 4.4 | 3.5          | 0.7      | 20                          | 5.9               |
| КМІС [Архівовано 25 грудня 2018 у Wayback Machine.] | 25.06.05 | 14.6            | 13.7                | 14.1                | 4.6 | 6.6 | 3.2          | 0.3      | 26.9                        | 8.6               |

## Результати виборів
Згідно з офіційними результатам, у Верховну раду V скликання пройшли:
- Партія регіонів (186 мандатів)
- Блок Юлії Тимошенко (129)
- Народний союз «Наша Україна» (81)
- Соціалістична партія України (33)
- Комуністична партія України (21)

Зазначимо для порівняння, що у 2002 році з 33 партій і блоків до парламенту потрапило шість (при 4%-ому виборчому бар'єрі), а в 1998 році до Верховної Ради потрапило вісім політичних сил.

### Детальна таблиця
| Партії та блоки | Партії та блоки | Голоси     | %     | Місць у парламенті |  |  |  |
|                 | Партія регіонів | 8.148.745  | 32,14 | 186                |  |  |  |
|                 | Блок Юлії Тимошенко - Всеукраїнське об'єднання "Батьківщина" - Українська Соціал-демократична партія | 5.652.876  | 22,29 | 129                |  |  |  |
|                 | Блок "Наша Україна" - Наша Україна - Партія промисловців і підприємців України - Народний Рух України - Християнсько-Демократичний Союз - Українська республіканська партія "Собор" - Конгрес Українських Націоналістів | 3.539.140  | 13,95 | 81                 |  |  |  |
|                 | Соціалістична партія України | 1.444.224  | 5,69  | 33                 |  |  |  |
|                 | Комуністична партія України | 929.591    | 3,66  | 21                 |  |  |  |
|                 | |            |       |                    |  |  |  |
|                 | Блок Наталії Вітренко «Народна опозиція» - Прогресивна соціалістична партія України - Партія "Русько-Український Союз (Русь)"                                                                                           | 743.704    | 2,93  | 0                  |  |  |  |
|                 | Народний блок Литвина - Народна Партія - Партія Всеукраїнського Об'єднання Лівих "Справедливість" - Українська Селянська Демократична Партія                                                                            | 619.905    | 2,44  | 0                  |  |  |  |
|                 | Український Народний Блок Костенка і Плюща - Партія Вільних Селян і Підприємців України - Політична Партія "Україна Соборна" - Українська Народна Партія                                                                | 476.155    | 1,87  | 0                  |  |  |  |
|                 | Віче | 441.912    | 1,74  | 0                  |  |  |  |
|                 | Громадянський блок «Пора-ПРП» - Пора! - Партія Реформи і Порядок | 373.478    | 1,47  | 0                  |  |  |  |
|                 | Опозиційний Блок "Не Так" - Соціал-демократична партія України (об'єднана) - Республіканська Партія України - Жінки за Майбутнє - Політична Партія Всеукраїнський Союзний Центр                                         | 257.106    | 1,01  | 0                  |  |  |  |
|                 | Інші (менше 1%) | 1.785.299  | 7,04  | 0                  |  |  |  |
|                 | Проти всіх | 449.650    | 1,77  | -                  |  |  |  |
|                 | Недійсні голоси | 490,595    | 1.93  | -                  |  |  |  |
| Разом           | Разом | 25.352.380 | 100   | 450                |  |  |  |
| 1. 2.           | |            |       |                    |  |  |  |

### Результати голосування в регіонах
Нижче подаються результати п'яти політичних сил, що потрапили до парламенту, за регіонами України.

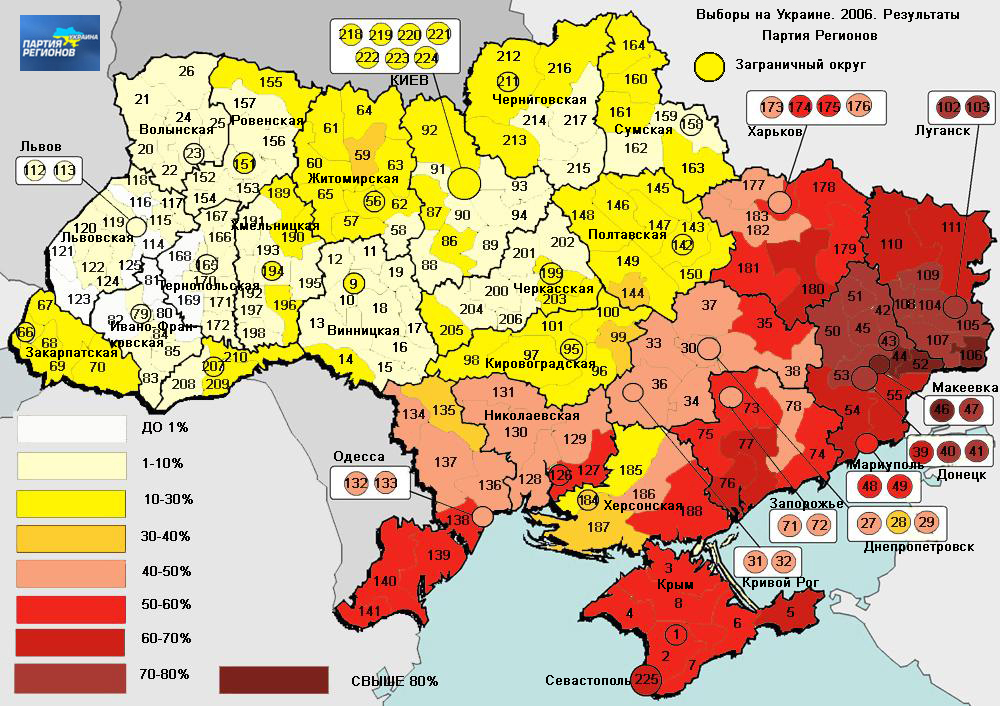
Партія регіонів
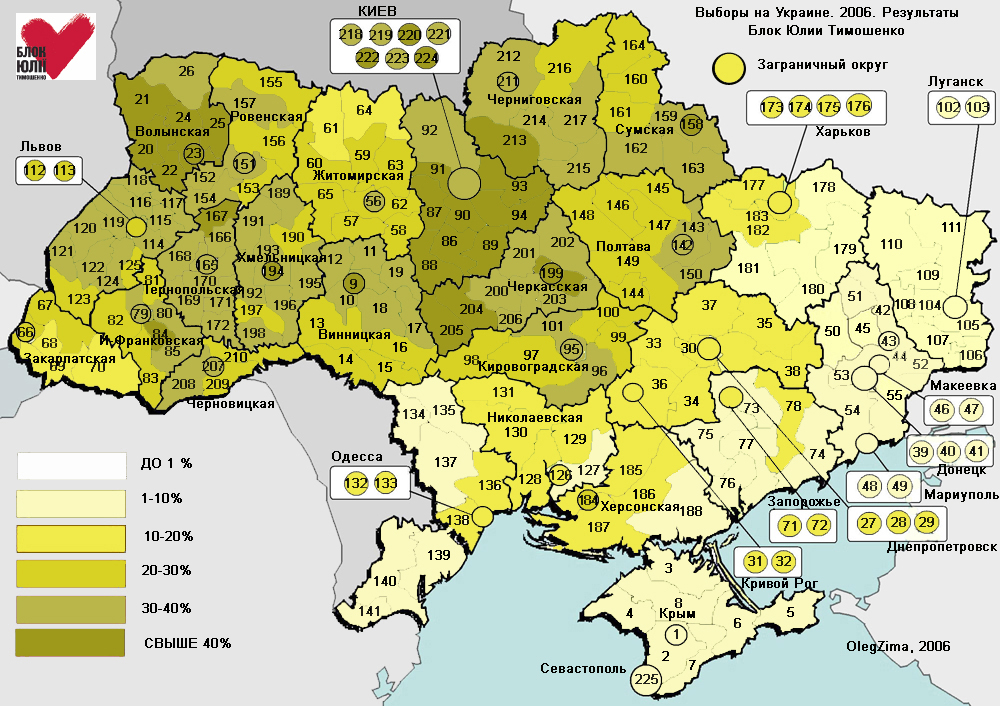
БЮТ
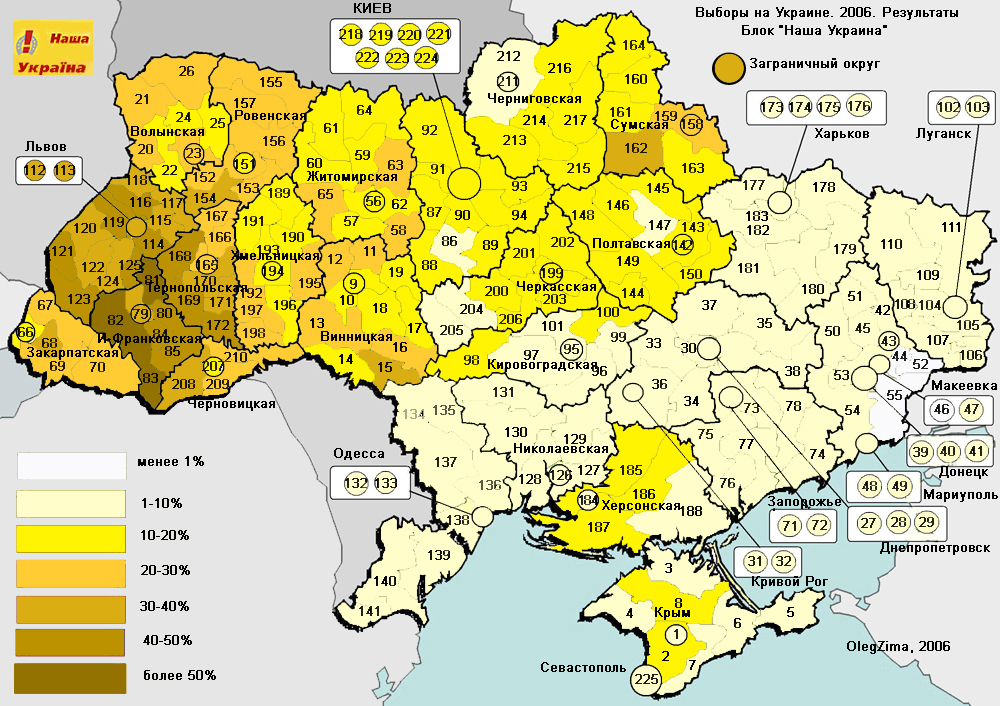
Блок "Наша Україна"
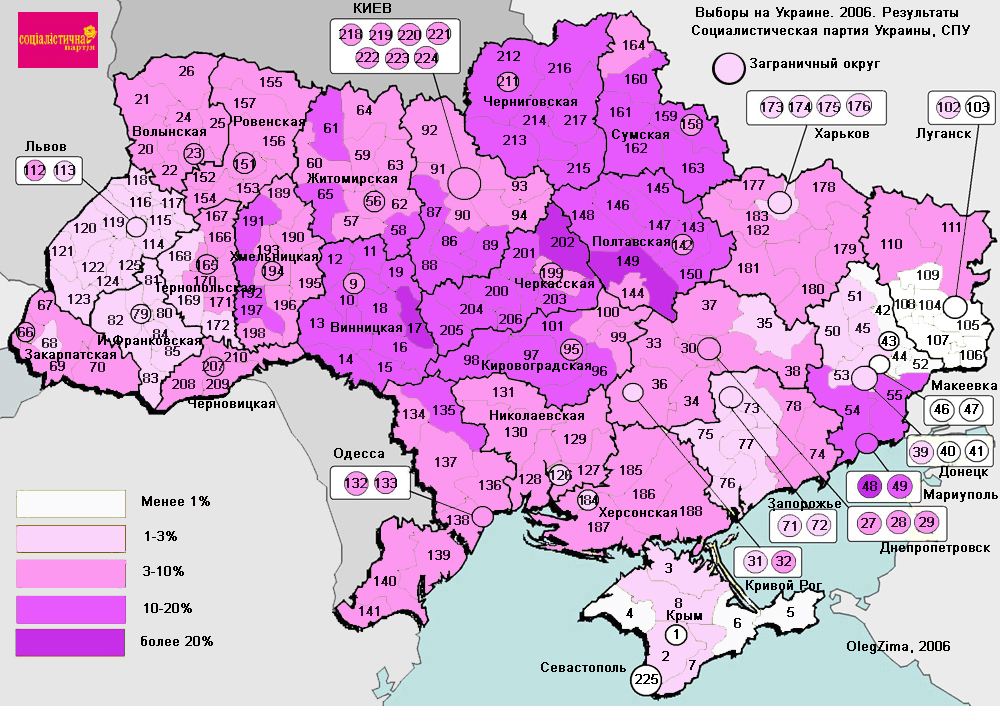
СПУ
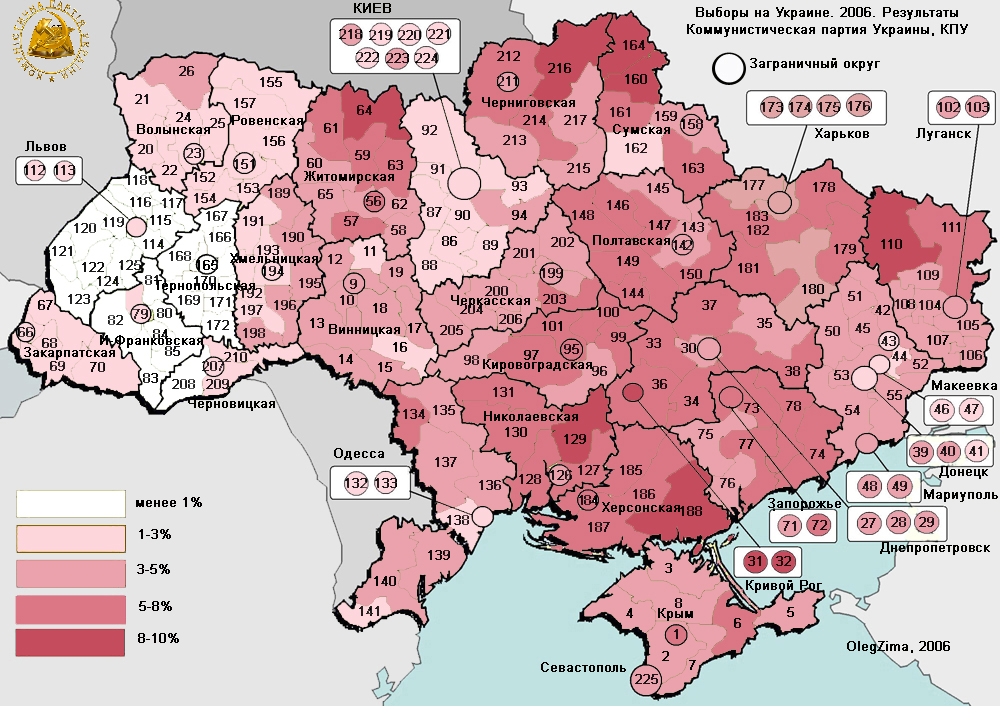
КПУ
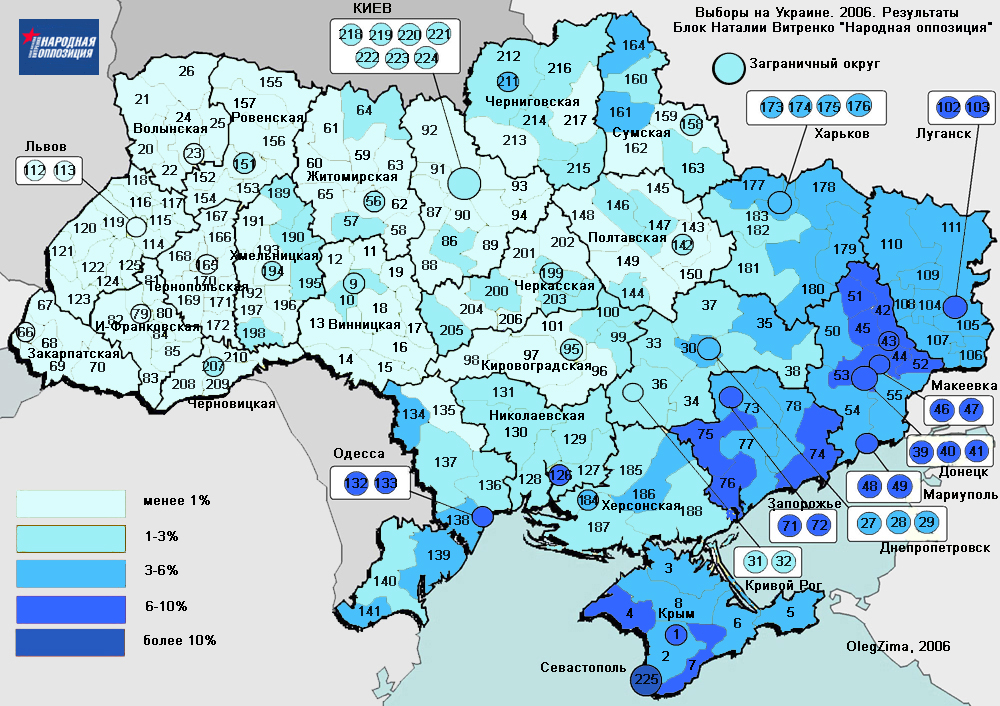
Блок Вітренко

| регіон            | Партія регіонів | Блок Юлії Тимошенко | Наша Україна | Соціалістична партія | Комуністична партія | Блок Наталії Вітренко | Народний блок Литвина |
| ----------------- | --------------- | ------------------- | ------------ | -------------------- | ------------------- | --------------------- | --------------------- |
| АР Крим           | 57,9            | 6,5                 | 7,6          | 1,2                  | 4,5                 | 6,2                   | 1,4                   |
| Вінницька         | 8,1             | 33,2                | 20,0         | 14,6                 | 3,4                 | 1,1                   | 2,3                   |
| Волинська         | 4,5             | 43,9                | 20,7         | 4,0                  | 2,2                 | 0,4                   | 3,3                   |
| Дніпропетровська  | 45,0            | 15,0                | 5,3          | 3,8                  | 5,7                 | 3,1                   | 2,9                   |
| Донецька          | 73,6            | 2,5                 | 1,4          | 3,7                  | 3,1                 | 6,8                   | 0,4                   |
| Житомирська       | 18,0            | 24,9                | 17,5         | 8,9                  | 5,3                 | 1,1                   | 7,0                   |
| Закарпатська      | 18,6            | 20,3                | 25,8         | 3,6                  | 1,3                 | 0,6                   | 3,5                   |
| Запорізька        | 51,2            | 10,9                | 5,3          | 2,9                  | 5,3                 | 6,5                   | 2,1                   |
| Івано-Франківська | 1,9             | 30,3                | 45,0         | 2,3                  | 0,6                 | 0,2                   | 1,0                   |
| Київська          | 9,8             | 44,5                | 11,6         | 10,0                 | 2,3                 | 0,8                   | 2,8                   |
| Кіровоградська    | 20,1            | 30,1                | 8,7          | 9,7                  | 6,1                 | 1,2                   | 5,1                   |
| Луганська         | 74,3            | 3,7                 | 2,0          | 1,2                  | 4,4                 | 5,2                   | 0,7                   |
| Львівська         | 3,0             | 33,0                | 37,9         | 2,2                  | 0,7                 | 0,4                   | 0,8                   |
| Миколаївська      | 50,4            | 11,9                | 5,6          | 4,3                  | 5,3                 | 4,8                   | 2,5                   |
| Одеська           | 47,5            | 9,8                 | 6,4          | 6,3                  | 3,2                 | 4,5                   | 3,8                   |
| Полтавська        | 20,4            | 26,8                | 13,2         | 12,7                 | 5,4                 | 1,2                   | 2,2                   |
| Рівненська        | 7,2             | 31,3                | 25,5         | 6,5                  | 1,9                 | 0,6                   | 4,4                   |
| Сумська           | 10,9            | 33,2                | 19,4         | 10,5                 | 5,4                 | 1,9                   | 2,3                   |
| Тернопільська     | 2,0             | 34,5                | 34,2         | 3,6                  | 0,4                 | 0,2                   | 1,4                   |
| Харківська        | 51,7            | 12,7                | 5,9          | 2,7                  | 4,6                 | 4,3                   | 2,3                   |
| Херсонська        | 39,1            | 17,4                | 9,7          | 4,8                  | 6,8                 | 3,0                   | 3,4                   |
| Хмельницька       | 10,0            | 35,6                | 18,3         | 9,2                  | 3,1                 | 1,1                   | 4,4                   |
| Черкаська         | 10,7            | 38,2                | 12,2         | 13,4                 | 4,4                 | 1,3                   | 3,0                   |
| Чернівецька       | 12,7            | 30,3                | 27,0         | 4,5                  | 1,7                 | 1,1                   | 2,6                   |
| Чернігівська      | 15,6            | 33,8                | 10,3         | 12,8                 | 5,5                 | 1,8                   | 3,0                   |
| Київ              | 11,8            | 39,2                | 15,8         | 5,5                  | 3,0                 | 1,7                   | 3,4                   |
| Севастополь       | 64,3            | 4,5                 | 2,4          | 0,8                  | 4,8                 | 10,1                  | 1,6                   |
| Україна           | 32,1            | 22,3                | 13,9         | 5,7                  | 3,7                 | 2,9                   | 2,4                   |

### Розподіл місць у Парламенті 2006—2007 років
Нижче подається діаграма, що ілюструє розподіл місць у Парламенті 2006—2007 років. Синім кольором позначені мандати від Партії Реігонів, біло-червоним — від БЮТ, жовтогарячим — від НСНУ, рожевим — від СПУ та червоним — від КПУ.

### Розподіл місць в комітетах у Парламенті 2006—2007 років, станом на жовтень 2007р.[1]
| Комітети Верховної Ради України 5-го скликання | Комітети Верховної Ради України 5-го скликання                                                       | Склад комітету | Склад комітету | Склад комітету | Склад комітету | Склад комітету |
| N                                              | Комітет                                                                                              | ПР             | КПУ            | СПУ            | БЮТ            | НУ             |
| ---------------------------------------------- | --- | -------------- | -------------- | -------------- | -------------- | -------------- |
| 1.                                             | з питань правової політики                                                                           | 5              | 1              | 1              | 2              | 1              |
| 2.                                             | з питань правосуддя                                                                                  | 7              | 1              | 1              | 2              | 2              |
| 3.                                             | з питань державного будівництва, регіональної політики та місцевого самоврядування                   | 10             | 1              | 1              | 1              | 0              |
| 4.                                             | з питань законодавчого забезпечення правоохоронної діяльності                                        | 6              | 1              | 1              | 2              | 0              |
| 5.                                             | з питань боротьби з організованою злочинністю і корупцією                                            | 9              | 0              | 1              | 0              | 1              |
| 6.                                             | з питань національної безпеки і оборони                                                              | 5              | 1              | 1              | 1              | 1              |
| 7.                                             | з питань прав людини, національних меншин і міжнаціональних відносин                                 | 6              | 1              | 1              | 1              | 1              |
| 8.                                             | з питань закордонних справ                                                                           | 5              | 1              | 1              | 1              | 0              |
| 9.                                             | з питань європейської інтеграції                                                                     | 7              | 0              | 1              | 0              | 0              |
| 10.                                            | з питань регламенту, депутатської етики та забезпечення діяльності Верховної Ради України            | 10             | 1              | 1              | 0              | 0              |
| 11.                                            | з питань бюджету                                                                                     | 14             | 1              | 4              | 0              | 1              |
| 12.                                            | з питань фінансів і банківської діяльності                                                           | 13             | 1              | 2              | 0              | 0              |
| 13.                                            | з питань економічної політики                                                                        | 9              | 1              | 2              | 0              | 1              |
| 14.                                            | з питань промислової і регуляторної політики та підприємництва                                       | 6              | 1              | 3              | 2              | 2              |
| 15.                                            | з питань паливно-енергетичного комплексу, ядерної політики та ядерної безпеки                        | 12             | 1              | 2              | 2              | 0              |
| 16.                                            | з питань будівництва, містобудування і житлово-комунального господарства                             | 6              | 0              | 1              | 1              | 0              |
| 17.                                            | з питань транспорту і зв'язку                                                                        | 11             | 1              | 1              | 2              | 2              |
| 18.                                            | з питань аграрної політики та земельних відносин                                                     | 8              | 1              | 2              | 3              | 1              |
| 19.                                            | з питань екологічної політики, природокористування та ліквідації наслідків Чорнобильської катастрофи | 8              | 0              | 1              | 1              | 2              |
| 20.                                            | з питань науки і освіти                                                                              | 4              | 1              | 1              | 2              | 1              |
| 21.                                            | з питань охорони здоров'я                                                                            | 5              | 0              | 0              | 1              | 0              |
| 22.                                            | з питань культури і духовності                                                                       | 4              | 1              | 0              | 2              | 1              |
| 23.                                            | з питань сім'ї, молодіжної політики, спорту та туризму                                               | 5              | 0              | 1              | 1              | 1              |
| 24.                                            | з питань свободи слова та інформації                                                                 | 3              | 1              | 1              | 1              | 1              |
| 25.                                            | з питань соціальної політики та праці                                                                | 5              | 1              | 1              | 1              | 0              |
| 26.                                            | у справах пенсіонерів, ветеранів та інвалідів                                                        | 2              | 1              | 1              | 0              | 0              |

### Результат вЗакордонному виборчому окрузі
Результат:

## Створення «правлячої коаліції» за результатами виборів-2006
Самі по собі вибори мають сенс, лише коли на їх підставі створюється «правляча коаліція в Верховній Раді», яка формує «Кабінет Міністрів». На виборах-2006 перемогла «помаранчева коаліція», але за ініціативою президента Ющенка — розпочався процес затягування «творення правлячої коаліції», який призвів до повної зміни «вибору народу» — замість «помаранчевого уряду» було сформовано «КабМін Януковича», що поклало початок «Політичній кризі „другої половини 2006“ та 2007 року».